# JPMorgan Global Growth & Income
JPMorgan Global Growth & Income plc ist eine britische Investmentgesellschaft mit Sitz in London. Das Unternehmen wurde 1887 als United British Securities Trust gegründet, 1982 zum Fleming Overseas Investment Trust, 2002 zum JPMorgan Fleming Overseas Investment Trust und 2006 zum JP Morgan Overseas Investment Trust, bevor es 2016 seinen heutigen Namen annahm.
Das Unternehmen investiert in börsennotierte Unternehmen aus aller Welt mit dem Ziel, den Morgan Stanley Capital International (MSCI) All Country World Index langfristig zu übertreffen. Das Portfolio enthält etwa 50 bis 90 Aktien. Die Zusammensetzung des Portfolios beruht eher auf einer Bottom-up-Aktienauswahl als auf einer geografischen oder sektoralen Aufteilung. Das Unternehmen kann Kredite zwischen 5 % und 20 % der Barmittel aufnehmen, um das Portfolio auszurichten. Das Unternehmen investiert hauptsächlich in Technologiewerte, aber auch Medien, Einzelhandel, zyklische Konsumgüter und Dienstleistungen, Finanzdienstleister, Gesundheitswesen u. a.
Im März 2024 beliefen sich die verwalteten Mittel auf insgesamt 2,534 Mrd. Pfund.
Die Fondsmanager des Trusts sind Helge Skibeli, James Cook und Tim Woodhouse von JPMorgan Funds Limited.
Das Unternehmen ist an der Londoner Börse gelistet und Teil des FTSE 250 Index.